# Detlef Michel (Leichtathlet)

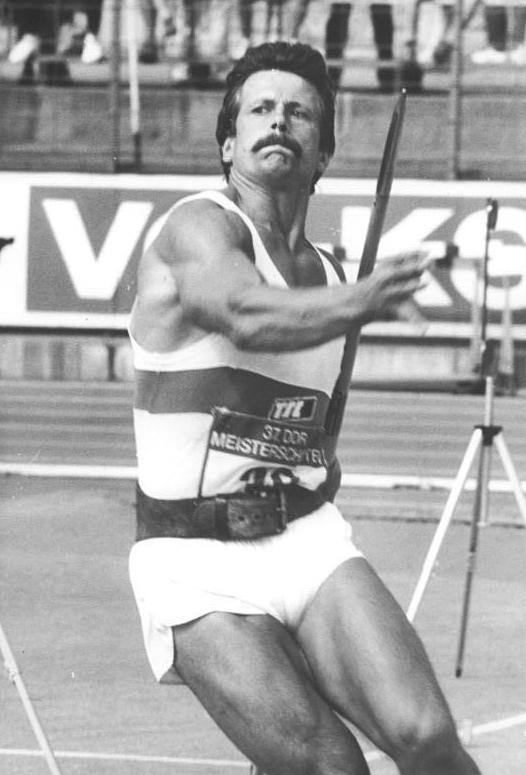
Detlef Michel bei den DDR-Meisterschaften 1986

Detlef Michel (* 13. Oktober 1955 in Berlin) ist ein ehemaliger deutscher Leichtathlet, der – für die DDR startend – in den 1980er Jahren zu den weltbesten Speerwerfern gehörte. Sein größter Erfolg war der Titelgewinn bei den Weltmeisterschaften 1983.

## Leben
Er belegte bei den Europameisterschaften 1978 in Prag Platz vier (85,46 m – 73,74 – 79,86 – 78,10 – ungültig – 81,36). In Moskau kam er bei den Olympischen Spielen 1980 nicht über die Qualifikation hinaus. Im Jahr darauf erreichte er beim Europacup den ersten und beim Weltcup den zweiten Platz. Seine erste internationale Medaille gewann Michel mit Bronze bei den Europameisterschaften 1982 in Athen (ungültig – 72,72 – 84,36 – 81,36 – 86,46 – 89,32 m).
In Helsinki konnte er dann 1983 bei den ersten Weltmeisterschaften Gold gewinnen (89,48 m, in der Qualifikation 90,40 m), wobei er den Weltrekordler Tom Petranoff besiegte. Die Olympischen Spiele 1984 entgingen ihm wegen des Boykotts der DDR. 1986 wurde er in Stuttgart Vizeeuropameister (81,90 m – 79,74 – 78,28 – 74,72 – 72,32 – ungültig). 1988 nahm er in Seoul an seinen zweiten Olympischen Spielen teil, erreichte jedoch nicht das Finale.
Bei den Meisterschaften der DDR gewann er sieben Titel (1975, 1979, 1980, 1982, 1983, 1986 und 1987) und wurde dreimal Vizemeister (1978, 1981 und 1984). 1990 trat er vom aktiven Sport zurück.
1984 wurde er für seine sportlichen Erfolge mit dem Vaterländischen Verdienstorden in Silber ausgezeichnet.
Detlef Michel startete für den TSC Berlin und den OSC Berlin und trainierte bei Peter Börner. Er war in dieser Zeit 1,84 m groß und wog 93 kg. In den nach der Wende öffentlich gewordenen Unterlagen zum Staatsdoping in der DDR fand sich bei den gedopten Sportlern auch der Name von Michel. Der gelernte Gas-Wasser-Installateur arbeitete nach der Sportlerkarriere bei einer Baufirma. 2007 eröffnete er ein Fitnesscenter in Berlin.